# Dobrym ljudjam na zdorov"ja
Dobrym ljudjam na zdorov"ja (in ucraino Добрим людям на здоров'я?) è un singolo del gruppo musicale ucraino Go_A, pubblicato il 18 dicembre 2020 su etichetta discografica Rocksoulana Music.

## Tracce
Testi di Kateryna Pavlenko, musiche di Taras Ševčenko, Kateryna Pavlenko e Ihor Didenčuk.
1. Dobrym ljudjam na zdorov"ja – 3:25